# Шаліївка
Шалі́ївка — село в Україні, у Сквирській міській громаді Білоцерківського району Київської області. Населення становить 381 осіб.

## Населення

### Мова
Розподіл населення за рідною мовою за даними перепису 2001 року:
| Мова       | Кількість | Відсоток |
| ---------- | --------- | -------- |
| українська | 367       | 96.33%   |
| російська  | 8         | 2.10%    |
| вірменська | 6         | 1.57%    |
| Усього     | 381       | 100%     |